# I'll Take You There
Singles de The Staple Singers
Respect Yourself
(1971) This World
(1972)
I'll Take You There est une chanson du groupe (ensemble vocal) américain Staple Singers.
Publiée en single (sous le label Stax Records) en février 1972, elle a atteint la 1re place du Hot 100 du magazine musical américain Billboard, passant en tout 15 semaines dans le hit-parade. Elle se classe également en tête du Best Selling Soul Singles, l'actuel Hot R&B/Hip-Hop Songs, établi par le même magazine.
La chanson est aussi incluse dans l'album des Staples Singers Be Altitude: Respect Yourself (paru dans la même année 1972).
Elle a fait l'objet de plusieurs reprises, notamment par le duo américain BeBe & CeCe Winans avec la participation de Mavis Staples en 1991, et par le groupe britannique General Public en 1994, dont les versions sont entrées dans les hit-parades.
En outre, le tube Let's Talk About Sex du groupe de hip-hop américain Salt-N-Pepa utilise un sample de la version originale de I'll Take You There. 

## Distinctions
I'll Take You There interprétée par les Staple Singers a reçu le Grammy Hall of Fame Award en 1999.
En 2004, Rolling Stone a classé cette chanson, toujours dans la version originale des Staple Singers, 276e sur la liste des « 500 plus grandes chansons de tous les temps ». (En 2010, le magazine rock américain a mis à jour sa liste, et maintenant la chanson est 281e.)

## Composition
La chanson a été écrite par Alvertis Isbell (alias Al Bell), en empruntant la ligne de basse d'une composition instrumentale de reggae de Harry Johnson intitulée Liquidator sortie en 1969. Al Bell est également le producteur de la chanson.

## Classements hebdomadaires
| Classement (1972)                  | Meilleure position |
| ---------------------------------- | ------------------ |
| Afrique du Sud (Springbok Radio)   | 7                  |
| Canada (RPM 100 Singles)           | 21                 |
| États-Unis (Billboard Hot 100)     | 1                  |
| États-Unis (Hot R&B/Hip-Hop Songs) | 1                  |
| Royaume-Uni (UK Singles Chart)     | 30                 |

## Certifications
| Pays              | Certification | Date       | Unités certifiées |
| ----------------- | ------------- | ---------- | ----------------- |
| États-Unis (RIAA) | Or            | 31/01/2019 | 500 000           |
| Royaume-Uni (BPI) | Argent        | 04/08/2023 | 200 000           |

## Version de BeBe & CeCe Winans
En 1991 le duo américain BeBe & CeCe Winans (en) sort en single une reprise de I'll Take You There, extraite de l'album Different Lifestyles. Mavis Staples, ex membre des Staple Singers participe à l'enregistrement.
Comme la version originale, celle-ci se classe en tête du Hot R&B/Hip-Hop Songs.

### Classements hebdomadaires
| Classement (1991-1992)             | Meilleure position |
| ---------------------------------- | ------------------ |
| États-Unis (Billboard Hot 100)     | 90                 |
| États-Unis (Hot R&B/Hip-Hop Songs) | 1                  |
| Pays-Bas (Single Top 100)          | 62                 |

## Version de General Public
En 1994, le groupe britannique General Public enregistre sa version de la chanson spécialement pour la bande originale du film Deux garçons, une fille, trois possibilités. Sortie en single, la reprise est un succès commercial au Canada, aux États-Unis, en Nouvelle-Zélande et dans une moindre mesure en Allemagne et au Royaume-Uni.

### Classements hebdomadaires
| Classement (1994)                 | Meilleure position |
| --------------------------------- | ------------------ |
| Allemagne (GfK Entertainment)     | 71                 |
| Canada (RPM 100 Singles)          | 7                  |
| États-Unis (Billboard Hot 100)    | 22                 |
| États-Unis (Hot Dance Club Songs) | 1                  |
| Nouvelle-Zélande (RMNZ)           | 8                  |
| Royaume-Uni (UK Singles Chart)    | 73                 |